# Resolutie 1448 Veiligheidsraad Verenigde Naties
Resolutie 1448 van de Veiligheidsraad van de Verenigde Naties werd unaniem door de VN-Veiligheidsraad aangenomen op 9 december 2002, en beeïndigde de sancties tegen de Angolese rebellenbeweging UNITA.

## Achtergrond
Nadat Angola in 1975 onafhankelijk was geworden van Portugal, keerden de verschillende onafhankelijkheidsbewegingen zich tegen elkaar om te wedijveren over de macht. Onder meer Zuid-Afrika en Cuba bemoeiden zich met de burgeroorlog totdat onderhandelingen tot een akkoord leidden en ze zich in 1988 terugtrokken. Een akkoord in 1991 voorzag in verkiezingen. Toen de UNITA-rebellenbeweging die verloor, greep ze opnieuw naar de wapens. Een nieuw akkoord in 1994 leidde niet tot vrede. UNITA werd internationaal geconfronteerd met een embargo en steeds verder in het nauw gedreven door het regeringsleger. In 2002 werd ze door dat leger van haar leiding ontdaan, waarna ze zichzelf tot een politieke partij omvormde en demobiliseerde.

## Inhoud

### Waarnemingen
Angola en UNITA bleven stappen zetten om hun vredesakkoord volledig uit te voeren. Er bleef desondanks nog bezorgdheid om de humanitaire effecten van de situatie.

### Handelingen
De Veiligheidsraad besloot de maatregelen die met resolutie 864 (het wapenembargo tegen UNITA), resolutie 1127 (reisbeperkingen tegen UNITA) en resolutie 1173 (handelssancties tegen UNITA) waren opgelegd te beëindigen. Ook het comité dat met resolutie 864 was opgericht om erop toe te zien werd opgeheven. Ten slotte werd het VN-fonds waarmee de lidstaten konden bijdragen aan het werk in Angola afgesloten.

## Verwante resoluties
- Resolutie 1433 Veiligheidsraad Verenigde Naties
- Resolutie 1439 Veiligheidsraad Verenigde Naties

Lijst ·  1387 ·  1388 ·  1389 ·  1390 ·  1391 ·  1392 ·  1393 ·  1394 ·  1395 ·  1396 ·  1397 ·  1398 ·  1399 ·  1400 ·  1401 ·  1402 ·  1403 ·  1404 ·  1405 ·  1406 ·  1407 ·  1408 ·  1409 ·  1410 ·  1411 ·  1412 ·  1413 ·  1414 ·  1415 ·  1416 ·  1417 ·  1418 ·  1419 ·  1420 ·  1421 ·  1422 ·  1423 ·  1424 ·  1425 ·  1426 ·  1427 ·  1428 ·  1429 ·  1430 ·  1431 ·  1432 ·  1433 ·  1434 ·  1435 ·  1436 ·  1437 ·  1438 ·  1439 ·  1440 ·  1441 ·  1442 ·  1443 ·  1444 ·  1445 ·  1446 ·  1447 ·  1448 ·  1449 ·  1450 ·  1451 ·  1452 ·  1453 ·  1454